# Beadlock

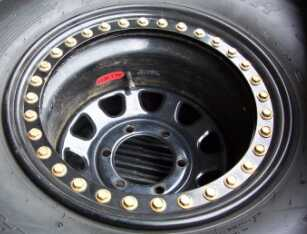
Ein Standard-Beadlock mit Reifen montiert und Schrauben festgezogen.

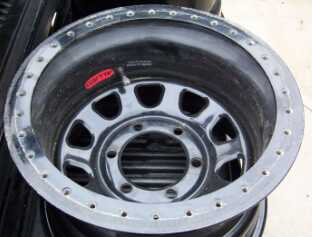
Das gleiche Rad mit dem Reifen, Bolzen und Außenring entfernt.

Ein Beadlock ist eine mechanische Vorrichtung, die verhindert, dass sich der Reifen und die Felge eines Rades gegeneinander verdrehen. 
Normalerweise wird ein Reifen aufgepumpt, sodass sich durch den entstehenden Innendruck die Reifenwulst an die Innenseite der Felge legt. Dadurch bleibt der Reifen beim Rollen auf der Felge, und es wird eine stabile axiale Verbindung zwischen beiden hergestellt. 
Reichen jedoch die Reibungskräfte zwischen Felge und Reifen nicht aus (beispielsweise verursacht durch extrem starkes Beschleunigen oder Abbremsen), um ein Verschieben zwischen Felge und Reifen zu verhindern, kann die Verbindung des Reifens mit der Felge durch sogenannte Beadlocks hergestellt werden, sodass sich der Reifen und die Felge gegeneinander nicht mehr verschieben können. Das Durchrutschen der Reifen beziehungsweise Felgen wird verhindert, indem der Reifen an der Felge fixiert (ge-lockt) wird. 
Es gibt mehrere Arten von Beadlocks. Bei Allradfahrzeugen wird ein Ring mit mehreren ringsum angeordneten Schrauben verwendet, um den Reifen mit der Felge zu verbinden. Ein Wulstsperrmittel gegen axiale Verdrehung für Motorräder ist typischerweise eine gebogene Platte mit nur einer Schraube. Für beide Fahrzeugtypen kann auch eine Art Innenschlauch als Beadlock in den Reifen eingesetzt werden, der zur Fixierung aufgeblasen wird.
Ebenfalls als Beadlock wird eine keilförmige Vorrichtung bezeichnet, mit der die Abdeckfolie eines Swimmingpools in der Führungsschiene fixiert wird.